# Desertec

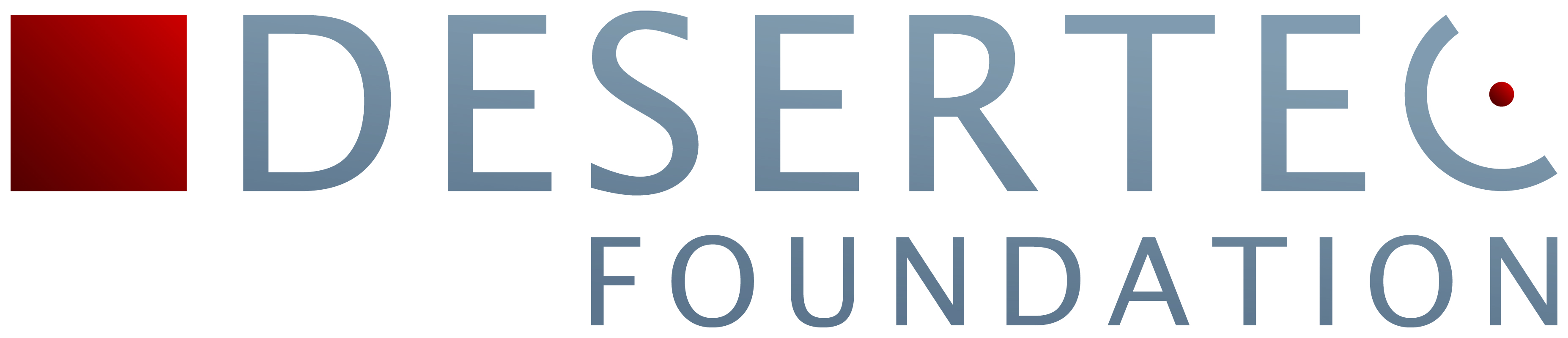
Logotyp för Desertec Foundation

Desertec är en vision om att bygga solenergianläggningar i Sahara.
I konsortiet ingår bland annat E.ON, ABB, Siemens och Deutsche Bank.
Desertec är ett förslag om att installera en stor "solgård" i Saharaöknen i norra Afrika och sedan sälja denna energi till Europa. Mindre än 1 % av jordens öknar skulle kunna försörja hela världens elbehov.
Tankesmedjan EcoMENA har kritiserat Desertec för att ensidigt fokusera på en enda teknologi och bortse från de politiska och ekonomiska strukturer som hittills i så ringa omfattning förmått nyttiggöra solresurser för lokala behov i MENA-regionen (Mellanöstern och Nord-Afrika).